# 사영 김병기 일가 옷
사영 김병기 일가 옷(思穎 金炳冀 一家 옷)은 서울특별시 성북구 고려대학교 박물관에 있는 조선시대의 복식 유물이다. 1968년 2월 19일 대한민국의 국가민속문화재 제6호로 지정되었다.

## 개요
조선 후기의 문신인 김병기(1818∼1875)와 그의 부인 송씨, 아들 김용규와 손자 김승진이 입었던 옷이다. 김병기는 헌종 13년(1847) 문과에 급제한 뒤 여러 벼슬을 거쳐 좌찬성까지 오른 인물이다. 아들인 김용규는 참판을 지냈으며 손자인 김승진은 정9품의 벼슬을 지냈다.
유품에는 김병기 조복과 제복이 각각 1점씩, 구군복 2점, 쾌자 2점, 땀받이용 배자류 1점, 아들 김용규와 손자 김승진의 관복 각각 1점씩, 부인 송씨의 원삼 2점과 그 밖에 아들 김용규의 호패와 술이 남아있다.
조복은 신하가 왕에게 아침 문안을 드릴 때나 나라에 경사가 있을 때 입던 옷이며, 제복은 왕이 종묘사직 등에 제사 지낼 때 함께 참여한 신하들이 입었던 옷이다. 구군복은 문관과 무관이 입던 군복이며, 쾌자는 전복이라고 부르는 옷으로 구군복을 차려 입을 때 협수 위에 입는 옷이다. 배자는 저고리 위에 덧입는 조끼 모양의 옷이며, 원삼은 궁중의 여인들과 사대부인들의 대례복일 뿐만 아니라 결혼식을 올릴 때 신부의 예복으로도 사용하였던 옷이다.

## 같이 보기
- 김병기

## 참고 자료
- 사영 김병기 일가 옷 - 국가유산청 국가유산포털